# Marcello Mio
Marcello Mio er en film fra 2024 af Christophe Honoré.

## Medvirkende
- Chiara Mastroianni som Marcello
- Catherine Deneuve
- Fabrice Luchini
- Nicole Garcia
- Benjamin Biolay
- Melvil Poupaud